# Desa Pandak (administrativ by i Indonesien, Jawa Tengah, lat -7,40, long 111,00)
Desa Pandak är en administrativ by i Indonesien.   Den ligger i provinsen Jawa Tengah, i den västra delen av landet, 500 km öster om huvudstaden Jakarta.